# Bernhardskapelle (Owen)

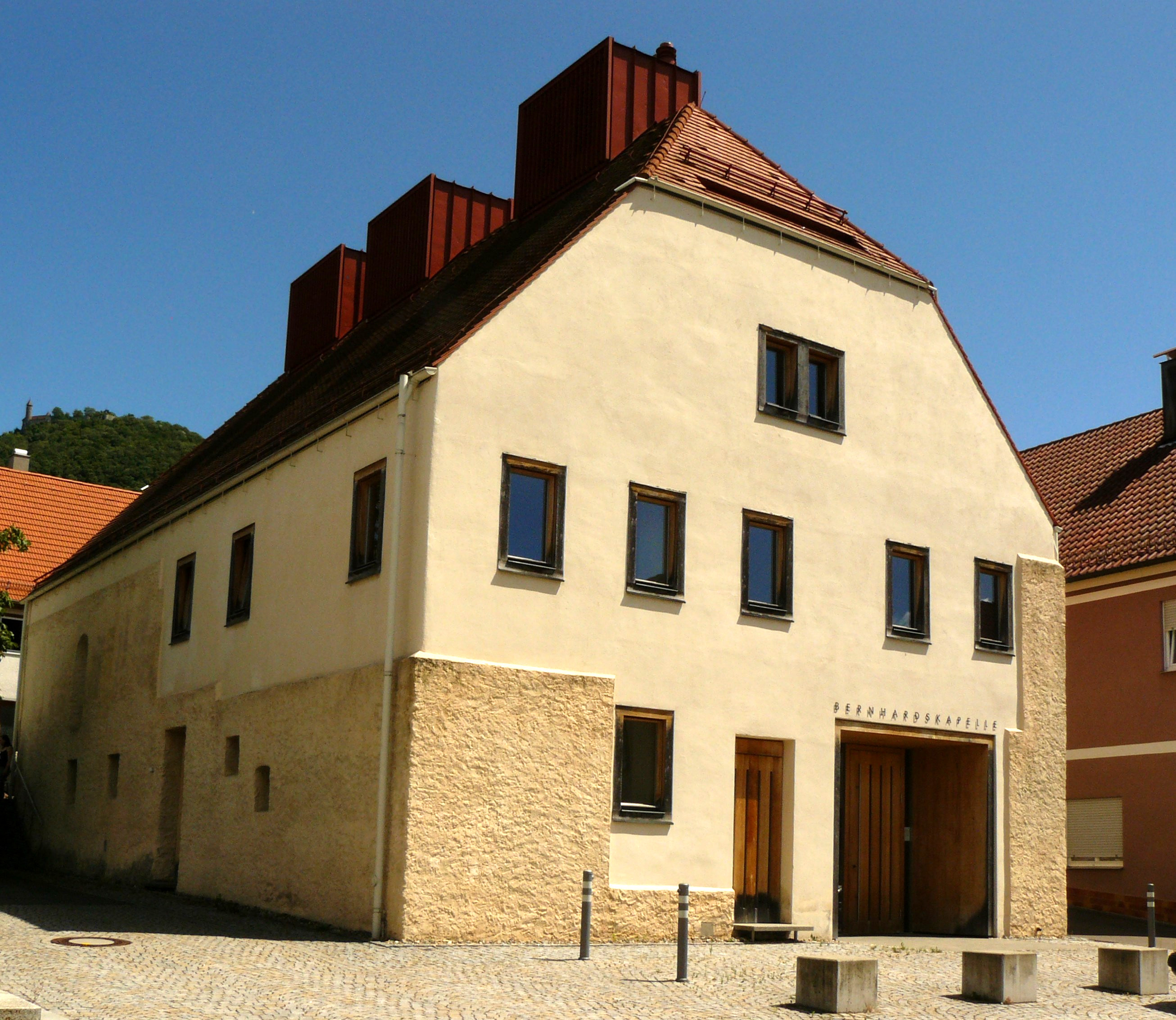
Die 2002 renovierte Bernhardskapelle aus Owen

Die Bernhardskapelle war eine Kirche der Herzöge von Teck in Owen.
Patron der Kirche war der Hl. Bernhard von Clairvaux.

## Geschichte
Im Jahr 1276 wird erstmals eine Kirche in der Oberstadt erwähnt. 
Bei Maßnahmen zur Sicherung der erhaltenen Bausubstanz wurde festgestellt, dass die Anfänge des Baus, bzw. die Außenmauern, in die Mitte des 12. Jahrhunderts zurückreichen. Die Kapelle diente den in Owen und auf der Burg Teck lebenden Herzögen von Teck als Kirche. 1332 wurde der romanische Bau grundlegend umgestaltet, er erhielt gotische Maßwerkfenster, die noch erhalten sind.
Im 14. Jahrhundert wurde die Kapelle modernisiert und ausgemalt, diese Ausmalungen sind bis heute teilweise erhalten. Weitere Ausmalungen stammen aus dem 15. und 16. Jahrhundert.
Nach der Reformation wurde die Kapelle profaniert, 1560 wird sie als Zehntscheuer erwähnt. Bei dem Umbau zur Zehntscheuer wurde vermutlich die Mauerkrone gekappt und das mittelalterliche Dach entfernt. Bis ins 19. Jahrhundert diente das Gebäude als Zehntscheuer. Nach Aufhebung der Zehntpflicht war es lange Zeit zum Kauf ausgeschrieben. 1854 ging das heruntergekommene Bauwerk in private Hände über. 1877 wurde es umfassend zum Ackerbürgerhaus mit Tenne, Stallungen, Heuboden und einer Wohnung umgebaut und der bis zum Jahr 1999 vorhandene Zustand geschaffen. Das Satteldach wurde abgewalmt, ein Scheunentor und eine große Anzahl von Fenstern auf der Westseite eingebaut. Der Kirchen- und Lagerraum wurde durch den Einbau zusätzlicher Decken und Wände in kleinere Räumlichkeiten unterteilt. Außerdem wurde das Bodenniveau im Erdgeschoss abgesenkt und eine Teilunterkellerung vorgenommen.

## Heutige Nutzung
Bereits 1926 wurde das Gebäude ins Denkmalbuch eingetragen. Nach langwierigen Verhandlungen konnte 1988 das Haus Marktstraße 12 von der Stadt Owen erworben und saniert werden. Dabei wurden auch die Ausmalungen in Zusammenarbeit mit dem Landesdenkmalamt Baden-Württemberg freigelegt, gereinigt und gesichert. Heute wird das Gebäude als Kulturstätte und als Trauzimmer genutzt.